# Grossouvre
Pour les articles homonymes, voir Grossouvre (homonymie).
Ne doit pas être confondu avec Grossœuvre.
Grossouvre est une commune française située dans le département du Cher en région Centre-Val de Loire.
Cette localité ne doit être confondue avec celle de Grossœuvre, dans l'Eure.
Ses habitants sont appelés les Grossouvrois.

## Géographie

### Hydrographie
La commune est située sur l'ancien canal de Berry et sur l'Aubois.

### Climat
Pour des articles plus généraux, voir Climat du Centre-Val de Loire et Climat du Cher.
En 2010, le climat de la commune est de type climat océanique dégradé des plaines du Centre et du Nord, selon une étude du CNRS s'appuyant sur une série de données couvrant la période 1971-2000. En 2020, Météo-France publie une typologie des climats de la France métropolitaine dans laquelle la commune est exposée à un climat océanique altéré et est dans la région climatique  Centre et contreforts nord du Massif Central, caractérisée par un air sec en été et un bon ensoleillement. 
Pour la période 1971-2000, la température annuelle moyenne est de 11,1 °C, avec une amplitude thermique annuelle de 15,8 °C. Le cumul annuel moyen de précipitations est de 817 mm, avec 11,7 jours de précipitations en janvier et 7,4 jours en juillet. Pour la période 1991-2020, la température moyenne annuelle observée sur la station météorologique la plus proche, située sur la commune de Sancoins à 5 km à vol d'oiseau, est de 11,7 °C et le cumul annuel moyen de précipitations est de 800,9 mm,. Pour l'avenir, les paramètres climatiques de la commune estimés pour 2050 selon différents scénarios d'émission de gaz à effet de serre sont consultables sur un site dédié publié par Météo-France en novembre 2022.
| Mois                                  | jan.             | fév.            | mars            | avril           | mai             | juin           | jui.           | août           | sep.            | oct.            | nov.             | déc.             | année      |
| ------------------------------------- | ---------------- | --------------- | --------------- | --------------- | --------------- | -------------- | -------------- | -------------- | --------------- | --------------- | ---------------- | ---------------- | ---------- |
| Température minimale moyenne (°C)     | 0,4              | 0               | 2               | 4,2             | 8,1             | 11,5           | 13,2           | 12,8           | 9,1             | 6,9             | 3,2              | 0,9              | 6          |
| Température moyenne (°C)              | 3,9              | 4,6             | 7,8             | 10,7            | 14,6            | 18,2           | 20,3           | 20,2           | 16              | 12,2            | 7,4              | 4,4              | 11,7       |
| Température maximale moyenne (°C)     | 7,4              | 9,1             | 13,7            | 17,2            | 21,1            | 24,9           | 27,5           | 27,6           | 22,9            | 17,6            | 11,5             | 7,9              | 17,4       |
| Record de froid (°C) date du record   | −22,4 16.01.1985 | −20 15.02.1956  | −13 01.03.05    | −7,8 08.04.03   | −4,8 07.05.1957 | 0,2 07.06.1968 | 3,8 01.07.1975 | 1,5 29.08.1998 | −1,2 20.09.1962 | −9,8 31.10.1997 | −11,2 24.11.1998 | −14,8 23.12.1963 | −22,4 1985 |
| Record de chaleur (°C) date du record | 19 30.01.02      | 23,6 28.02.1960 | 29,6 25.03.1955 | 31,6 16.04.1949 | 34 25.05.1953   | 40 27.06.11    | 41,6 24.07.19  | 42,5 11.08.03  | 36,8 07.09.23   | 32,1 02.10.23   | 25 07.11.15      | 19,8 16.12.1989  | 42,5 2003  |
| Précipitations (mm)                   | 62,6             | 55,1            | 54              | 66,8            | 79,7            | 61             | 60,8           | 65,6           | 65,6            | 76,9            | 77,8             | 75               | 800,9      |

## Urbanisme

### Typologie
Au 1er janvier 2024, Grossouvre est catégorisée commune rurale à habitat dispersé, selon la nouvelle grille communale de densité à 7 niveaux définie par l'Insee en 2022.
Elle est située hors unité urbaine et hors attraction des villes,.

### Occupation des sols
L'occupation des sols de la commune, telle qu'elle ressort de la base de données européenne d’occupation biophysique des sols Corine Land Cover (CLC), est marquée par l'importance des territoires agricoles (61,5 % en 2018), une proportion sensiblement équivalente à celle de 1990 (61 %). La répartition détaillée en 2018 est la suivante : 
forêts (33,6 %), prairies (32,7 %), terres arables (28,7 %), zones urbanisées (2,8 %), espaces verts artificialisés, non agricoles (2,1 %).
L'évolution de l’occupation des sols de la commune et de ses infrastructures peut être observée sur les différentes représentations cartographiques du territoire : la carte de Cassini (XVIIIe siècle), la carte d'état-major (1820-1866) et les cartes ou photos aériennes de l'IGN pour la période actuelle (1950 à aujourd'hui).

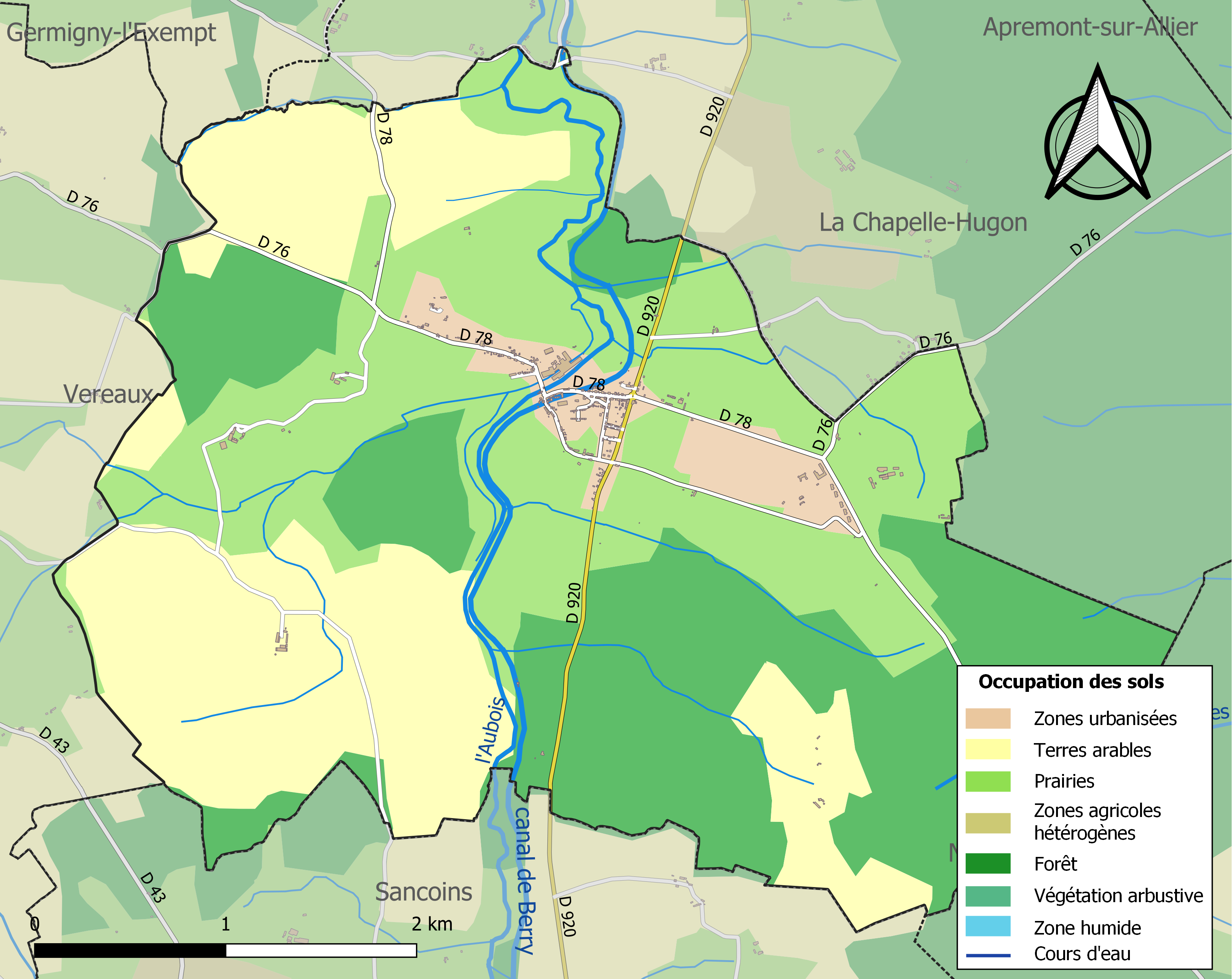
Carte des infrastructures et de l'occupation des sols de la commune en 2018 (CLC).

### Habitat et logement
En 2018, le nombre total de logements dans la commune était de 165, alors qu'il était de 170 en 2013 et de 167 en 2008.
Parmi ces logements, 78,2 % étaient des résidences principales, 7,9 % des résidences secondaires et 13,9 % des logements vacants. Ces logements étaient pour 89,8 % d'entre eux des maisons individuelles et pour 9,6 % des appartements.
Le tableau ci-dessous présente la typologie des logements à Grossouvre en 2018 en comparaison avec celle du Cher et de la France entière. Une caractéristique marquante du parc de logements est ainsi une proportion de résidences secondaires et logements occasionnels (7,9 %) supérieure à celle du département (7,5 %) et à celle de la France entière (9,7 %). Concernant le statut d'occupation de ces logements, 71,8 % des habitants de la commune sont propriétaires de leur logement (74,2 % en 2013), contre 67,1 % pour le Cher et 57,5 pour la France entière.
| Typologie                                               | Grossouvre | Cher | France entière |
| ------------------------------------------------------- | ---------- | ---- | -------------- |
| Résidences principales (en %)                           | 78,2       | 79,6 | 82,1           |
| Résidences secondaires et logements occasionnels (en %) | 7,9        | 7,5  | 9,7            |
| Logements vacants (en %)                                | 13,9       | 12,9 | 8,2            |

### Risques majeurs
Le territoire de la commune de Grossouvre est vulnérable à différents aléas naturels : météorologiques (tempête, orage, neige, grand froid, canicule ou sécheresse), mouvements de terrains et séisme (sismicité faible). Un site publié par le BRGM permet d'évaluer simplement et rapidement les risques d'un bien localisé soit par son adresse soit par le numéro de sa parcelle.

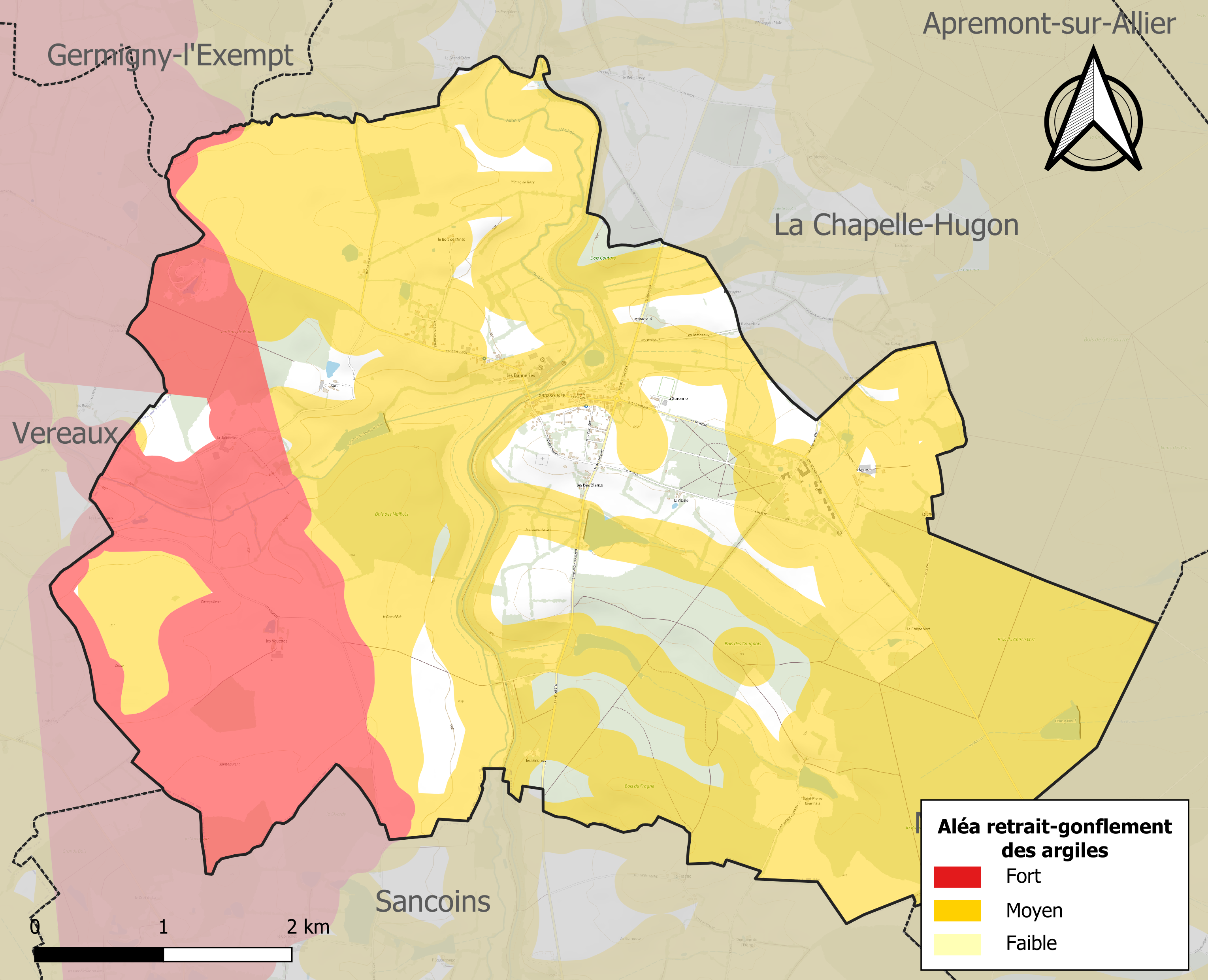
Carte des zones d'aléa retrait-gonflement des sols argileux de Grossouvre.

La commune est vulnérable au risque de mouvements de terrains constitué principalement du retrait-gonflement des sols argileux. Cet aléa est susceptible d'engendrer des dommages importants aux bâtiments en cas d’alternance de périodes de sécheresse et de pluie. 85,7 % de la superficie communale est en aléa moyen ou fort (90 % au niveau départemental et 48,5 % au niveau national). Sur les 153 bâtiments dénombrés sur la commune en 2019, 93 sont en aléa moyen ou fort, soit 61 %, à comparer aux 83 % au niveau départemental et 54 % au niveau national. Une cartographie de l'exposition du territoire national au retrait gonflement des sols argileux est disponible sur le site du BRGM,.
Concernant les mouvements de terrains, la commune a été reconnue en état de catastrophe naturelle au titre des dommages causés par la sécheresse en 2019 et par des mouvements de terrain en 1999.

## Toponymie
Les formes anciennes de la localité sont en français moyen Grosse soue 1342, Grosse soe 1447, Grosse souve 1483, Grossouve 1499, Gros-ouvre 1748, Grossouvre 1772.
Les attestations du nom Grossouvre ne remontent qu'aux formes du français moyen, donc très tardives.  Ce qui rend très hypothétique de le faire dériver du latin grossa aqua (grand réservoir d'eau), ou grossum opus (grande œuvre).  Cependant Il pourrait être rapproché de Grossœuvre dans l'Eure, qui dérive de  Grandis Silva, en 1137. Il pourrait être issu de grosse "grande étandue" + soue, sove attr. de selve, silva "forêt" et pourrait signifier grossa silva (grande forêt).

## Histoire
La commune de Grossouvre trouve son origine en la seigneurie de Grossouvre, cédée en 1364 à Jehan de Grivel, par un duc de Bourbon, Louis II, dont il était le sénéchal et bailli. Sous l'Ancien régime, la seigneurie de Grossouvre faisait en effet partie du Bourbonnais, comme Germigny, et a été rattachée après la Révolution au département du Cher alors que le département de l'Allier recouvre l'essentiel du Bourbonnais. Dès 1443 une forge est mentionnée à Grossouvre. Toutes les conditions y sont réunies pour les activités de métallurgie, il y a du minerai de fer, du bois pour chauffer les forges et fabriquer du charbon de bois et de l'eau avec les nombreux étangs
En 1779, Jean-François Durand (Monteguet 1737 - Grossouvre 1802), bailli du Breuil en Bourbonnais, reçoit la seigneurie de Grossouvre, affermée par le comte de Grivel, puis la lui achète en septembre 1785 par contrat passé à Colmar. Il est le premier maître de forges « moderne » à Grossouvre. En 1791 il fait travailler à Grossouvre 840 ouvriers. Il coopérait avec les Forges de Guérigny exploitées par Pierre Babaud de la Chaussade. Jean-François Durand, seigneur de Grossouvre (il prête foi et hommage à la marquise de Bonneval en 1785), sera maire de la Chapelle-Hugon, la commune de Grossouvre n'existant pas encore. La plaque tombale en fonte de Jean-François est encore visible aujourd'hui dans le cimetière de la Chapelle-Hugon.
François Durand de Grossouvre, fils de Jean-François, également maître de forges mais moins entreprenant que son père, vendra le château et les terres en 1822. Un célèbre maître de forges, Georges Dufaud (1777-1852), polytechnicien, dont le père dirigeait les Forges de Guérigny dans la Nièvre, développera les activités métallurgiques à Grossouvre à partir de 1815. Georges Dufaud introduit à Grossouvre l’affinage au coke dans un four à réverbère et substitue le laminoir au marteau dans la forge de Trézy, première en Fran
Alexandre Aguado, marquis de Las Marimas, banquier espagnol, achète le château de Grossouvre en 1833.
La commune de Grossouvre est créée le 20 mai 1863 à partir de territoires des communes de Vereaux, La Chapelle-Hugon et Sancoins par la Loi 011-287 du 20 mai 1863,, à la suite d'une demande d'Olympe Aguado adressée au préfet du Cher

## Politique et administration

### Rattachements administratifs et électoraux

#### Rattachements administratifs
La commune se trouve  dans l'arrondissement de Saint-Amand-Montrond du département du Cher.
Elle faisait partie depuis sa création en 1863 du canton de Sancoins. Dans le cadre du redécoupage cantonal de 2014 en France, cette circonscription administrative territoriale a disparu, et le canton n'est plus qu'une circonscription électorale.

#### Rattachements électoraux
Pour les élections départementales, la commune fait partie depuis 2014 du canton de Dun-sur-Auron
Pour l'élection des députés, elle fait partie de la troisième circonscription du Cher.

### Intercommunalité
Grossouvre est membre de la communauté de communes Les Trois Provinces, un établissement public de coopération intercommunale (EPCI) à fiscalité propre créé fin 2000 et auquel la commune a transféré un certain nombre de ses compétences, dans les conditions déterminées par le code général des collectivités territoriales.

### Liste des maires
| Période                                  | Période   | Identité       | Étiquette | Qualité                              |
| ---------------------------------------- | --------- | -------------- | --------- | ------------------------------------ |
| Les données manquantes sont à compléter. |           |                |           |                                      |
| 1976                                     | août 2023 | Michel Monseau |           | Agriculteur sur moyenne exploitation |
| novembre 2023                            | En cours  | Robert Chollet |           | Retraité de la fonction publique     |

## Démographie
L'évolution du nombre d'habitants est connue à travers les recensements de la population effectués dans la commune depuis 1866. Pour les communes de moins de 10 000 habitants, une enquête de recensement portant sur toute la population est réalisée tous les cinq ans, les populations de référence des années intermédiaires étant quant à elles estimées par interpolation ou extrapolation. Pour la commune, le premier recensement exhaustif entrant dans le cadre du nouveau dispositif a été réalisé en 2007.

En 2022, la commune comptait 264 habitants, en évolution de −5,04 % par rapport à 2016 (Cher : −2,48 %, France hors Mayotte : +2,11 %).
| 1866 | 1872 | 1876 | 1881 | 1886 | 1891 | 1896 | 1901 | 1906 |
| ---- | ---- | ---- | ---- | ---- | ---- | ---- | ---- | ---- |
| 601  | 513  | 497  | 521  | 508  | 501  | 509  | 506  | 619  |

| 1911 | 1921 | 1926 | 1931 | 1936 | 1946 | 1954 | 1962 | 1968 |
| ---- | ---- | ---- | ---- | ---- | ---- | ---- | ---- | ---- |
| 621  | 592  | 608  | 654  | 550  | 422  | 429  | 470  | 420  |

| 1975 | 1982 | 1990 | 1999 | 2006 | 2007 | 2012 | 2017 | 2022 |
| ---- | ---- | ---- | ---- | ---- | ---- | ---- | ---- | ---- |
| 400  | 331  | 254  | 238  | 277  | 282  | 287  | 274  | 264  |

## Économie
- On trouve à Grossouvre une usine de tuiles, la Tuilerie de l'Aubois, de la société Edilians.

## Culture locale et patrimoine

### Lieux et monuments
- Château de Grossouvre, des XIIIe et XVe siècles[27], propriété privée.
- La halle à charbon de Grossouvre : musée sur les forges et l'industrie de la région[28].
- "Les galeries" (1834) est l'immeuble HLM le plus ancien de France voire d'Europe[réf. nécessaire].
- L'ancienne usine métallurgique (milieu du XIXe siècle)[29].

### Personnalités liées à la commune
- Georges Dufaud (1777-1852), maître de forges, polytechnicien, industriel
- Alexandre Aguado (1784-1842), marquis de Las Larimas, banquier, achète le château de Grossouvre en 1833.

### Héraldique
| Blason de Grossouvre | Blason  | D'or à la bande échiquetée de sable et d'argent de deux tires.                                            |
| Blason de Grossouvre | Détails | Armoiries des Grivel. Source M. Simonin et J.-P. Fernon. Le statut officiel du blason reste à déterminer. |

## Pour approfondir